# Fondarella
Fondarella település Spanyolországban, Lleida tartományban. Fondarella El Palau d'Anglesola, Mollerussa, Torregrossa és Sidamon községekkel határos. Lakosainak száma 805 fő (2024).

## Népesség
A település népessége az utóbbi években az alábbiak szerint változott:
| Lakosok száma | 72   | 369  | 405  | 518  | 547  | 741  | 821  | 838  | 784  | 805  |
|               | 1717 | 1887 | 1936 | 1960 | 1986 | 2004 | 2009 | 2014 | 2019 | 2024 |